# La Niña de La Puebla
Pour les articles homonymes, voir La Niña.
Dolores Jiménez Alcántara dite la Niña de La Puebla (La Puebla de Cazalla, 20 juillet 1908 - Malaga [ou Huelva, selon d'autres sources] 14 juin 1999) était une chanteuse espagnole renommée de flamenco et de copla andalouse. Elle a aussi été actrice.

## Biographie
Dolores Jiménez est née à La Puebla de Cazalla (Province de Séville). Un collyre mal composé lui a fait perdre la vue seulement trois jours après sa naissance, et elle restera aveugle toute sa vie. À huit ans, elle commence à recevoir une éducation adaptée ainsi que musicale.
À 20 ans, accompagnée de sa guitare, elle a joué et chanté au festival de Morón de la Frontera (Séville). Sa carrière a alors débuté directement après cette prestation, gagnant à la suite deux concours de Cante, le premier à Marchena, le second à Osuna. Selon ses propres déclarations, elle avait d'ailleurs décidé de se lancer dans le chant professionnel dès qu'elle eut entendu chanter Niño de Marchena. Son premier grand succès intervint rapidement : ce fut la création d'une version du cante Los Campanilleros (Les carillonneurs) plus légère et frivole que celle que Manuel Torre avait livrée peu avant.
Elle était mariée à un autre chanteur, Luquitas de Marchena (Lucas Martin Soto, n. Linares, 1913-1965), avec qui elle eut deux enfants : Pepe y Adelfa Soto, qui ont aussi dédié leur vie au Cante flamenco.
En 1933, elle réalisa son premier film: Madre Alegría. Par la suite, elle est apparue dans plusieurs opérettes flamenco filmées.
Ses grandes chansons sont sorties avant la guerre civile espagnole (1936-1939), mais aussi plus tard lorsque La Niña de la Puebla a mené une carrière très active, pour des tournées en continu dans toute l'Espagne jusqu'en 1970, avec différents spectacles parmi lesquels on retient Ópera flamenca, avec El Cojo de Huelva (1947), Y pasan las coplas (et passent les coplas), avec Pepe Marchena (1947), El sentir de la copla (Ressentir la copla) avec Manuel Vallejo et José Cepero (1950), Toros y cante (des taureaux et du Cante), avec Juanito Valderrama (1951), Noche de coplas (nuit de coplas) avec la Niña de Antequera (1953), Así canta Andalucía (Ainsi chante l'Andalousie) avec La Niña de Antequera et Pepe Pinto (es) (1954), Herencia de arte (L'art en héritage) avec El Sevillano (1955), Festival nacional de arte andaluz (Festival national d'art andalou) avec Pepe Marchena (1958); Noche flamenca (Nuit flamenca) avec Juanito Valderrama (1963), Guitarra y canela (Guitare et cannelle), avec Rafael Farina (1964), Así canta Andalucía (reprise de: ainsi chante l'Andalousie) avec Pepe Marchena (1965, 1966 et 1967), Fantasía flamenca avec Juanito Valderrama (1970) et enfin Romance flamenco, avec Rafael Farina (1971). Dans la plupart de ses spectacles ont figuré aussi son mari, et dans quelques-uns ses enfants. En 1978, elle a donné une série de récitals dans les provinces de Madrid, Ciudad Real, Andalousie et Catalogne, et elle a participé à plusieurs festivals dont celui de son village natal (qui a donné son nom à une rue), et celui de Santa Coloma de Gramenet (Barcelone).
Tout au long de sa carrière, en plus de celles déjà citées, elle a travaillé avec des légendes du flamenco comme Manolo Sanlúcar et José Menese (es).
Elle a vécu pendant de nombreuses années dans la ville de Malaga, où elle est décédée d'une hémorragie cérébrale le 14 juin 1999. D'autres sources indiquent, qu'alors elle ne pouvait rester longtemps loin de la scène, qu'elle fut victime à l'âge de 90 ans, en plein spectacle, d'un infarctus foudroyant.

## Discographie
https://www.discogs.com/fr/artist/897297-Ni%C3%B1a-De-La-Puebla